# MVアグスタ・ブルターレシリーズ
MVアグスタ・ブルターレシリーズはMVアグスタが製造販売しているオートバイの車種である。

## 概要
2006年に製造販売を開始したネイキッドオートバイで、750ccから909ccまでの車種を持つ。

## モデル一覧
初代
F4シリーズのフェアリングを廃した、いわゆるネイキッドモデル。BRUTALEはイタリア語で「獰猛」の意味。
- ブルターレ セリエオーロ（BRUTALE SERIE ORO ） - F4セリエオーロと同様、金色に塗装されたマグネシウムのスイングアームやホイール、カーボンファイバー製の外装などを持つ。
- ブルターレS（BRUTALE S ） - ブルターレセリエオーロの廉価モデル。フレームのデザインやエンジンはF4Sに準ずるが、右二本出しのショットガンタイプのエキゾーストや、ティアドロップ型のヘッドライトなどに独自性が見られる。
- ブルターレ グラディオ（BRUTALE GLADIO ） - 廉価モデルに各種パーツを装着した、いわゆるメーカーチューンモデル。
- ブルターレ910S（BRUTALE 910S ） - ブルターレSの排気量をアップしたモデル。
- ブルターレ910R（BRUTALE 910R ） - ブルターレ910Sにラジアルマウントキャリパーなどを装着し、各部をグレードアップしたスポーツモデル。
  - ブルターレ ハイドロゲン（BRUTALE HYDROGEN ） - イタリアのカジュアルスポーツブランド、HYDROGENとのコラボレーションモデル。黒く塗装されたエンジンやアルカンターラ製のシートが特徴になっている点は後述のブルターレ ウォーリーと共通。各種の諸元はブルターレ910Rに準ずる。
  - ブルターレ ウォーリー（BRUTALE WALLY ） - モナコのヨットメーカーWALLY社とのコラボレーションモデル。同社の社長とクラウディオ・カスティリオーニの間には個人的な親交があるそうで、それが限定モデル発売の後押しになったようだ。
- ブルターレ989R（BRUTALE 989R ） - 前記のブルターレ910Sやブルターレ910Rに搭載されていた909ccエンジン排気量を982.3ccに拡大。各部のパーツも刷新され、パフォーマンスを高めている。
- ブルターレ1078RR（BRUTALE 1078RR ） - F4 1078RRと同様の1078.37ccのエンジンを搭載したブルターレシリーズのハイエンドモデル。
- ブルターレ アメリカ（BRUTALE AMERICA ） - アメリカ市場を意識した往年の名車をモチーフに、アメリカ国旗を模したカラーリングを施した限定モデル。
- ブルターレ イタリア（BRUTALE ITALIA ） - 2006年に開催されたFIFAワールドカップのドイツ大会、その優勝国であるイタリア代表選手にも贈られた限定モデル。イタリア代表の愛称である「アズーリ」にちなんだ深い青のカラーリングが特徴。
- ブルターレ レーシング ガーラ（BRUTALE Racing GARA[1] ） - 当時の日本法人であったカジバジャパンから販売された日本向けの30台限定モデル。ブルターレ750Sをベースにカーボンファイバー製のアッパーカウルやアンダーカウル、チタンコートスクリーンなどを装備している。

2代目
F4と同時に2009年にモデルチェンジ。外観は初代と大差ないものの、F4同様にエンジンやフレームが一新されている。
- ブルターレ990R（BRUTALE 990R ） - F4と共通の998ccエンジン搭載。
- ブルターレ1090RR（BRUTALE 1090RR ） - 1078ccエンジン搭載の上級グレード。ステアリングダンパーが装備され、ブルターレ990Rとはサスペンション、ブレーキ、ホイールなどが異なる。